# Никольская, Людмила Ильинична
Людмила Ильинична Никольская (1929—2000) — советский и российский филолог, доктор филологических наук, профессор Смоленского государственного университета.

## Биография
Людмила Ильинична Никольская родилась 14 февраля 1929 года в городе Вышнем Волочке (ныне — Тверская область). После окончания средней школы поступила в Ленинградский государственный университет. Окончила его в 1951 году. С 1954 года и до самой смерти преподавала в Смоленском государственном педагогическом институте. С 1971 года занимала должность декана факультета иностранных языков, а в 1973—1984 годах возглавляла кафедру английской филологии. С 1992 года — профессор на той же кафедре.
В 1955 году Никольская защитила диссертацию на соискание учёной степени кандидата филологических наук на тему: «Сатирические очерки Дугласа Джеррольда: Из истории английской демократической сатиры 30-40-х гг. XIX в.». В 1992 году защитила докторскую диссертацию по теме: «Поэзия Д. Г. Байрона и П. Б. Шелли в России конца XIX — начала XX вв.» В общей сложности опубликовала более 40 научных работ.
Умерла 25 мая 2000 года. Похоронена на Новом кладбище Смоленска.